# گمینا رگلیتسه
گمینا رگلیتسه (به لهستانی:  Gmina Ryglice) یک گمینا در لهستان است که در شهرستان تارنوف واقع شده‌است. گمینا رگلیتسه ۱۱۶٫۸۱ کیلومتر مربع مساحت و ۱۱٬۴۳۸ نفر جمعیت دارد.